# Partido Rojas
Rojas ist ein Partido im Norden der Provinz Buenos Aires in Argentinien. Laut einer Schätzung von 2019 hat der Partido 24.269 Einwohner auf 2.050 km². Der Verwaltungssitz ist die Ortschaft Rojas. Der Partido wurde 1864 von der Provinzregierung geschaffen.

## Orte
Rojas ist in 8 Ortschaften und Städte, sogenannte Localidades, unterteilt.
- Rojas
- Las Carabelas
- Rafael Obligado
- Los Indios
- La Beba
- Villa Parque Cecir
- Roberto Cano
- Sol de Mayo